# Dominostein

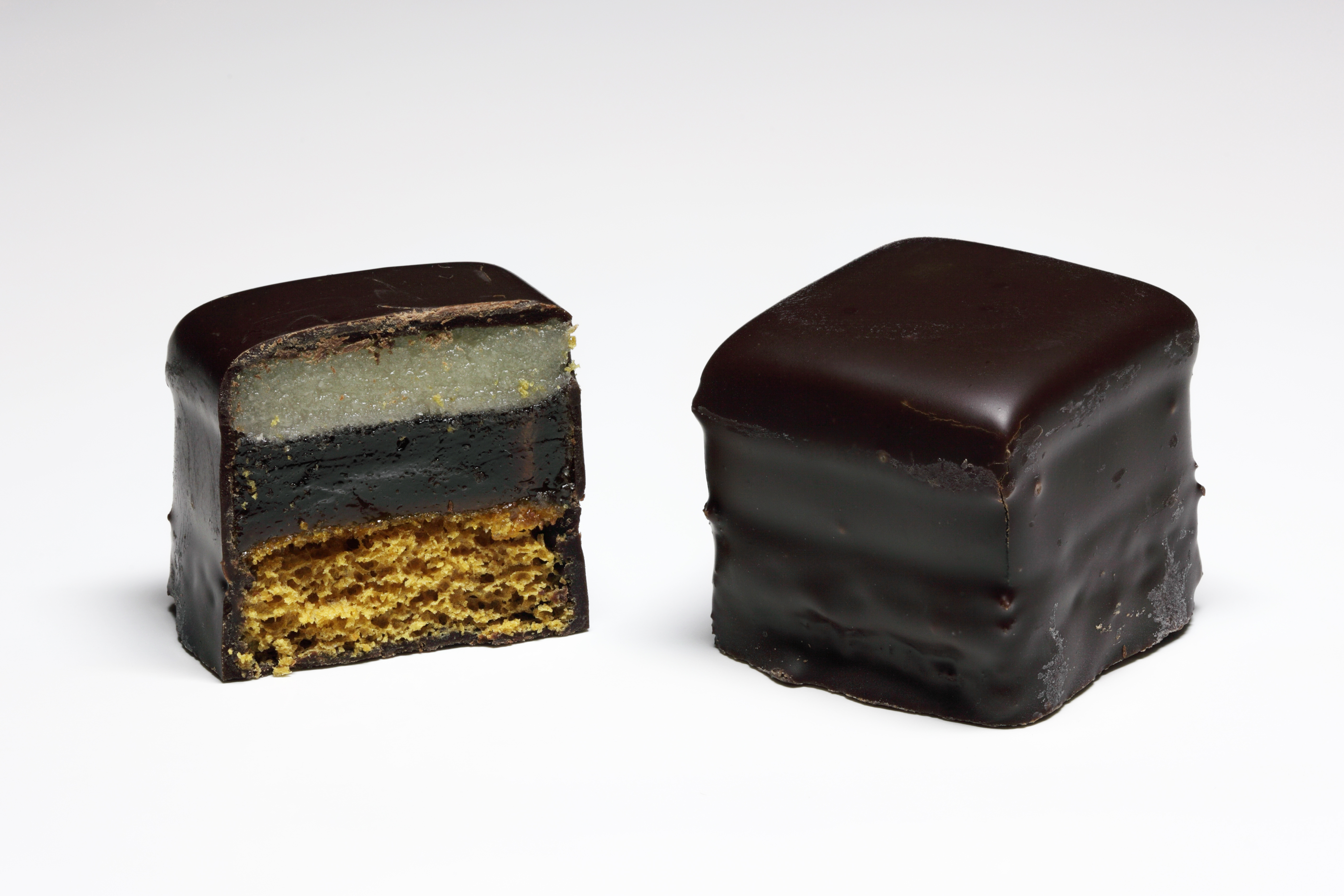
Een halve en een hele Dominostein

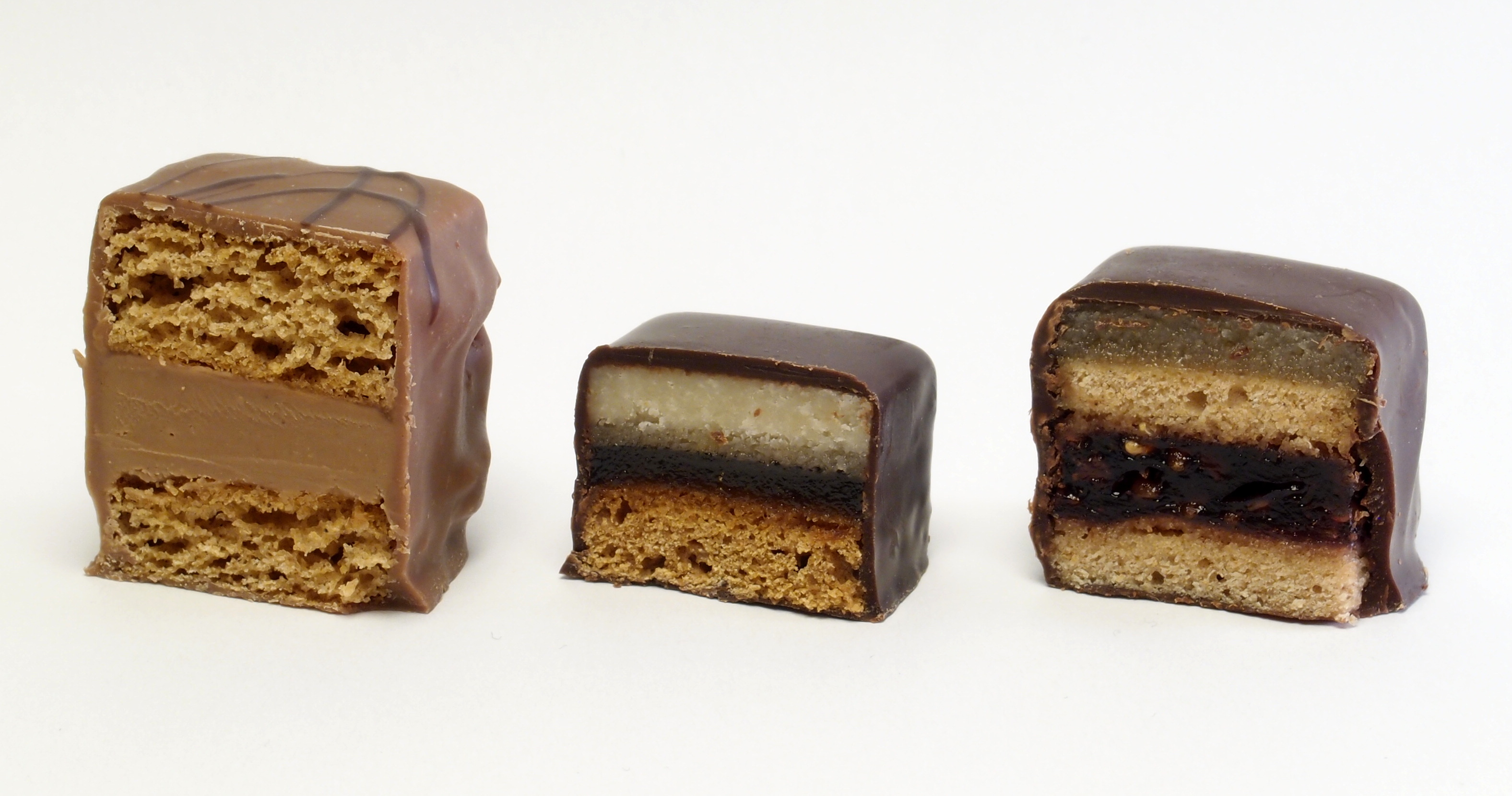
Enkele varianten

Een Dominostein is een zoetigheid voornamelijk verkocht rond de kerstdagen in Duitsland en Oostenrijk.
In een Dominostein bestaat de onderste laag vaak uit Lebkuchen, daarboven een laag van zure kersen- of abrikozengelei en daarboven een laag van hetzij marsepein of banketbakkersspijs. De Dominostein is bedekt met een dun glazuur van pure chocolade. Daarnaast bestaan er verschillende varianten met andere lagen of volgorde.
De Dominostein werd in 1936 uitgevonden door Herbert Wendler (1912-1998) in Dresden. De gelaagde praline was gericht op een breder publiek als gevolg van een lagere prijs dan de andere producten van Wendlers pralinelijn. Tijdens de voedselschaarste tijdens de Tweede Wereldoorlog kreeg de Dominostein meer populariteit als vervangende praline.